# Città di Bari (croiseur auxiliaire)
Le Città di Bari était un croiseur auxiliaire de la Marine royale italienne (en italien : Regia Marina), anciennement un navire à passagers italien.

## Caractéristiques
Construit en 1928 au Stabilimento Tecnico Triestino avec ses navires-jumeaux (sister ships) Rodi, Egeo ed Egitto, le Città di Bari est à l'origine un navire à moteur pour passagers de 3 220 (d'autres sources disent 3 339) tonneaux de jauge brute et 1 883 de jauge nette
Cinq cales d'une capacité de 4 153 mètres cubes permettent un port en lourd de 2 450 tonnes, tandis que dans les cabines se trouvent 89 passagers. Un seul moteur diesel, produit par FIAT, délivre 4 000 CV à une hélice, permettant une vitesse raisonnable (pour un navire marchand) de 14,5 nœuds.

## Histoire de service
Enregistré sous le numéro 41 au Compartimento Marittimo de Bari, le navire appartient initialement à la Puglia Società anonima di Navigazione a Vapore (basée à Bari), qui fusionne le 4 avril 1932, avec d'autres compagnies maritimes de l'Adriatique, dans la Compagnia Adriatica di Navigazione, basée à Venise,. Le 1er janvier 1937, la société change de nom et devient Adriatica Società Anonima di Navigazione.
Au début des années trente, il est prévu de transformer le Città di Bari, le Egeo et le Egitto en porte-avions en cas de guerre, un projet qui est toutefois resté lettre morte.
Pour le compte de l'Adriatica, le Città di Bari est utilisé sur la ligne numéro 54, qui relie la mer Tyrrhénienne au Pirée et à Istanbul. Un autre itinéraire couvert par le navire est le Brindisi-Le Pirée-Rhodes-Alexandrie.
Comme de nombreuses autres unités construites pour des sociétés d'État, le navire est conçu pour être transformé, si nécessaire, en croiseur auxiliaire. Il répond aux exigences d'une telle conversion : il a un tonnage faible mais suffisant pour une navigation sans problème en haute mer, une vitesse d'environ 15 nœuds (28 km/h) et la possibilité d'être utilisé pour des missions de transport rapide.
Pour ces raisons, le 15 juin 1940, quelques jours après l'entrée de l'Italie dans la Seconde Guerre mondiale, le Città di Bari est réquisitionné par la Regia Marina et, quatre jours plus tard, il est inscrit sur la liste de la flotte auxiliaire de l'État en tant que croiseur auxiliaire,, étant armé de deux canons de 120/45 mm et de quatre canons antiaériens Breda Modèle 1935 de 20/65 mm. Le Egeo et le Egitto connaissent un sort similaire, tandis que le Rodi, surpris par la déclaration de guerre à Malte, est immédiatement capturé. Les croiseurs auxiliaires sont généralement employés à des missions d'escorte de convois de moindre importance sur les routes les moins insidieuses, ainsi qu'au transport de troupes et de matériel.

### Attaque britannique
À 5 h 30 le 27 juillet 1940, dans le cadre de l'opération Trasporto Veloce Lento, le Città di Bari quitte Naples pour Tripoli, employé comme transport, en convoi avec les vapeurs Maria Eugenia et Gloriastella et les navires à moteur Mauly, Bainsizza, Col di Lana et Francesco Barbaro, avec l'escorte des torpilleurs Procione, Orsa, Orione et Pegaso et des destroyers Maestrale, Grecale, Libeccio et Scirocco, ainsi que de plus gros navires en soutien à distance,.
Vers deux heures de l'après-midi du 30 juillet, le convoi est attaqué sans succès par le sous-marin britannique HMS Oswald (N58), qui lance ses torpilles, à une vingtaine de milles nautiques (37 km) au sud de Cap d'Armi, contre le Grecale, qui parvient à les éviter. Le convoi atteint ensuite Tripoli à 9h45 le 1er août,.

### Sabotage duBirmaniaet explosion dans le port de Tripoli
Dans la matinée du 3 mai 1941, le Città di Bari (commandant civil le capitaine Carlo Oberti) est en train de charger des munitions dans le port de Tripoli, accosté du côté opposé du même quai (la jetée "24 janvier") auquel est amarré le cargo Birmania, qui est au contraire en train de décharger des munitions.
À 10h10, dans la cale arrière du Birmania, il y a une détonation attribuée par la suite à un sabotage : elle provoque l'explosion de toute la cargaison de l'unité, qui détruit la poupe du navire et frappe le Città di Bari, provoquant également l'explosion de son chargement de munitions.
Dévasté par les explosions (surtout à l'arrière, qui, comme celui du Birmania, est soufflé) et dévoré par les flammes, le croiseur auxiliaire coule à son amarrage une vingtaine de minutes plus tard, mais il survit encore, se cabrant sur son côté bâbord.
Cinq membres de l'équipage civil du Città di Bari meurent dans la catastrophe (les marins Leonardo Di Terlizzi et Michele Bellomo, le jeune premier lieutenant Leonardo Caprifoglio, le jeune second Donato Capriati et l'ouvrier Luigi Minetti), tandis que trois membres de l'équipage militaire sont blessés. De nombreuses autres victimes, probablement des dizaines, se trouvent parmi les dockers participant aux opérations de déchargement, parmi les hommes originaires du Birmania et parmi la population de Tripoli.
L'épave délabrée du Città di Bari, abandonnée comme irréparable dans le port de Tripoli, est récupérée par les Britanniques après l'occupation de la ville (janvier 1943) et est démolie.

## Sources
- (it) Cet article est partiellement ou en totalité issu de l’article de Wikipédia en italien intitulé « Città di Bari » (voir la liste des auteurs).